# Ayo Technology
Ayo Technology is de vierde single van Curtis, het derde album van Amerikaanse rapper 50 Cent en is de tweede single na het uitstellen van het album naar september en het opnieuw beginnen van een singleserie. De track bevat een refrein door Justin Timberlake en een brug van Timbaland, die ook het nummer geproduceerd heeft. Na het falen van met name Amusement Park was het belangrijk voor 50 Cent dat zijn album Curtis toch minstens één hit had. Ayo Technology voldeed behoorlijk, haalde de vijfde positie in de Billboard Hot 100, de tweede in Engeland, en in Bulgarije en Nieuw-Zeeland kwam het nummer aan de top van de hitlijsten. In Nederland piekte de track op de 17e plaats. In 2008 werd het nummer gecoverd door Milow, in 2009 door Katerine.

## Achtergrond
Ayo Technology zou eerst Ayo Pornography heten, maar de naam werd later gewijzigd naar achtereenvolgens Ayo Technology, She Wants It en uiteindelijk terug naar Ayo Technology. Met de zin "I'm tired of using technology" wordt bedoeld dat in dit geval Justin Timberlake moe is van het gebruiken van pornografie, en een echte vriendin nodig heeft.
Er wordt beweerd dat producer Timbaland voor Ayo Technology samples heeft gebruikt van Courtship Dating van Crystal Castles, zonder dit in de credits aan te geven, maar dit is niet bevestigd.

## Hitlijsten
| Lijst                           | Piek |
| ------------------------------- | ---- |
| Australische ARIA Single Top 50 | 10   |
| Belgische Ultratop 50           | 13   |
| Braziliaanse Hot 100            | 24   |
| Bulgaarse Single Top 40         | 1    |
| Canadese Single Top 50          | 12   |
| Deense Single Top 40            | 7    |
| Duitse Single Top 100           | 3    |
| Engelse Single Top 75           | 2    |
| Franse Single Top 100           | 5    |
| Ierse Single Top 50             | 3    |
| Nederlandse Top 40              | 17   |
| Nieuw-Zeeland Single Top 40     | 1    |

| Lijst                               | Piek |
| ----------------------------------- | ---- |
| Noorse Single Top 20                | 7    |
| Poolse Single Top 50                | 12   |
| Roemeense Single Top 100            | 9    |
| Russische Single Top 40             | 22   |
| Tsjechische Single Chart            | 27   |
| United World Chart                  | 6    |
| VS Billboard Hot 100                | 5    |
| VS Hot R&B/Hip-Hop Singles & Tracks | 36   |
| VS Hot Rap Tracks                   | 17   |
| Zweedse Single Top 60               | 8    |
| Zwitserse Single Top 100            | 2    |

| Ayo Technology in de Billboard Hot 100 | Ayo Technology in de Billboard Hot 100 | Ayo Technology in de Billboard Hot 100 | Ayo Technology in de Billboard Hot 100 | Ayo Technology in de Billboard Hot 100 | Ayo Technology in de Billboard Hot 100 | Ayo Technology in de Billboard Hot 100 | Ayo Technology in de Billboard Hot 100 | Ayo Technology in de Billboard Hot 100 | Ayo Technology in de Billboard Hot 100 | Ayo Technology in de Billboard Hot 100 | Ayo Technology in de Billboard Hot 100 | Ayo Technology in de Billboard Hot 100 | Ayo Technology in de Billboard Hot 100 | Ayo Technology in de Billboard Hot 100 | Ayo Technology in de Billboard Hot 100 | Ayo Technology in de Billboard Hot 100 | Ayo Technology in de Billboard Hot 100 | Ayo Technology in de Billboard Hot 100 | Ayo Technology in de Billboard Hot 100 | Ayo Technology in de Billboard Hot 100 | Ayo Technology in de Billboard Hot 100 |
| Week                                   | 1                                      | 2                                      | 3                                      | 4                                      | 5                                      | 6                                      | 7                                      | 8                                      | 9                                      | 10                                     | 11                                     | 12                                     | 13                                     | 14                                     | 15                                     | 16                                     | 17                                     | 18                                     | 19                                     | 20                                     |                                        |
| -------------------------------------- | -------------------------------------- | -------------------------------------- | -------------------------------------- | -------------------------------------- | -------------------------------------- | -------------------------------------- | -------------------------------------- | -------------------------------------- | -------------------------------------- | -------------------------------------- | -------------------------------------- | -------------------------------------- | -------------------------------------- | -------------------------------------- | -------------------------------------- | -------------------------------------- | -------------------------------------- | -------------------------------------- | -------------------------------------- | -------------------------------------- | -------------------------------------- |
| Nummer                                 | 22                                     | 18                                     | 21                                     | 20                                     | 19                                     | 5                                      | 6                                      | 13                                     | 11                                     | 12                                     | 14                                     | 13                                     | 16                                     | 19                                     | 21                                     | 27                                     | 35                                     | 43                                     | 54                                     | 67                                     | uit                                    |

| Ayo Technology in de Nederlandse Top 40 - binnen: 15 september 2008 | Ayo Technology in de Nederlandse Top 40 - binnen: 15 september 2008 | Ayo Technology in de Nederlandse Top 40 - binnen: 15 september 2008 | Ayo Technology in de Nederlandse Top 40 - binnen: 15 september 2008 | Ayo Technology in de Nederlandse Top 40 - binnen: 15 september 2008 | Ayo Technology in de Nederlandse Top 40 - binnen: 15 september 2008 | Ayo Technology in de Nederlandse Top 40 - binnen: 15 september 2008 | Ayo Technology in de Nederlandse Top 40 - binnen: 15 september 2008 | Ayo Technology in de Nederlandse Top 40 - binnen: 15 september 2008 | Ayo Technology in de Nederlandse Top 40 - binnen: 15 september 2008 | Ayo Technology in de Nederlandse Top 40 - binnen: 15 september 2008 |
| Week                                                                | 1                                                                   | 2                                                                   | 3                                                                   | 4                                                                   | 5                                                                   | 6                                                                   | 7                                                                   | 8                                                                   | 9                                                                   |                                                                     |
| ------------------------------------------------------------------- | ------------------------------------------------------------------- | ------------------------------------------------------------------- | ------------------------------------------------------------------- | ------------------------------------------------------------------- | ------------------------------------------------------------------- | ------------------------------------------------------------------- | ------------------------------------------------------------------- | ------------------------------------------------------------------- | ------------------------------------------------------------------- | ------------------------------------------------------------------- |
| Nummer                                                              | 38                                                                  | 21                                                                  | 17                                                                  | 18                                                                  | 21                                                                  | 25                                                                  | 29                                                                  | 33                                                                  | 35                                                                  | 38                                                                  |

## Cover van Milow
In 2008 maakte de Leuvense zanger Milow een cover van Ayo Technology voor het album Rendez-Vous van Studio Brussel. Het nummer is een akoestische versie van het origineel en belandde in de Vlaamse Ultratop 50, de Vlaamse Radio 2 Top 30, de Nederlandse Top 40, de Mega Top 50 en de Single Top 100 op de nummer 1-positie. 
Op 6 februari 2009 was Milow bij de uitreiking van de Music Industry Awards (MIA's) de grote winnaar met vijf prijzen. Hiervan waren die voor beste song, beste videoclip en beste download specifiek voor Ayo Technology.
In 2009 scoorde Katerine (onder het pseudoniem Justine Willow) een megahit in Polen met een cover van het nummer Ayo Technology. Ze heeft dit nummer in een halfuurtje tijd ingezongen als vriendendienst voor haar platenlabel.

### Hitnoteringen

#### Nederlandse Top 40
| Ayo Technology in de Nederlandse Top 40 - binnen: 22 november 2008 | Ayo Technology in de Nederlandse Top 40 - binnen: 22 november 2008 | Ayo Technology in de Nederlandse Top 40 - binnen: 22 november 2008 | Ayo Technology in de Nederlandse Top 40 - binnen: 22 november 2008 | Ayo Technology in de Nederlandse Top 40 - binnen: 22 november 2008 | Ayo Technology in de Nederlandse Top 40 - binnen: 22 november 2008 | Ayo Technology in de Nederlandse Top 40 - binnen: 22 november 2008 | Ayo Technology in de Nederlandse Top 40 - binnen: 22 november 2008 | Ayo Technology in de Nederlandse Top 40 - binnen: 22 november 2008 | Ayo Technology in de Nederlandse Top 40 - binnen: 22 november 2008 | Ayo Technology in de Nederlandse Top 40 - binnen: 22 november 2008 | Ayo Technology in de Nederlandse Top 40 - binnen: 22 november 2008 | Ayo Technology in de Nederlandse Top 40 - binnen: 22 november 2008 | Ayo Technology in de Nederlandse Top 40 - binnen: 22 november 2008 | Ayo Technology in de Nederlandse Top 40 - binnen: 22 november 2008 | Ayo Technology in de Nederlandse Top 40 - binnen: 22 november 2008 | Ayo Technology in de Nederlandse Top 40 - binnen: 22 november 2008 | Ayo Technology in de Nederlandse Top 40 - binnen: 22 november 2008 | Ayo Technology in de Nederlandse Top 40 - binnen: 22 november 2008 | Ayo Technology in de Nederlandse Top 40 - binnen: 22 november 2008 | Ayo Technology in de Nederlandse Top 40 - binnen: 22 november 2008 | Ayo Technology in de Nederlandse Top 40 - binnen: 22 november 2008 | Ayo Technology in de Nederlandse Top 40 - binnen: 22 november 2008 | Ayo Technology in de Nederlandse Top 40 - binnen: 22 november 2008 | Ayo Technology in de Nederlandse Top 40 - binnen: 22 november 2008 | Ayo Technology in de Nederlandse Top 40 - binnen: 22 november 2008 | Ayo Technology in de Nederlandse Top 40 - binnen: 22 november 2008 |
| Week                                                               | 1                                                                  | 2                                                                  | 3                                                                  | 4                                                                  | 5                                                                  | 6                                                                  | 7                                                                  | 8                                                                  | 9                                                                  | 10                                                                 | 11                                                                 | 12                                                                 | 13                                                                 | 14                                                                 | 15                                                                 | 16                                                                 | 17                                                                 | 18                                                                 | 19                                                                 | 20                                                                 | 21                                                                 | 22                                                                 | 23                                                                 | 24                                                                 | 25                                                                 |                                                                    |
| ------------------------------------------------------------------ | ------------------------------------------------------------------ | ------------------------------------------------------------------ | ------------------------------------------------------------------ | ------------------------------------------------------------------ | ------------------------------------------------------------------ | ------------------------------------------------------------------ | ------------------------------------------------------------------ | ------------------------------------------------------------------ | ------------------------------------------------------------------ | ------------------------------------------------------------------ | ------------------------------------------------------------------ | ------------------------------------------------------------------ | ------------------------------------------------------------------ | ------------------------------------------------------------------ | ------------------------------------------------------------------ | ------------------------------------------------------------------ | ------------------------------------------------------------------ | ------------------------------------------------------------------ | ------------------------------------------------------------------ | ------------------------------------------------------------------ | ------------------------------------------------------------------ | ------------------------------------------------------------------ | ------------------------------------------------------------------ | ------------------------------------------------------------------ | ------------------------------------------------------------------ | ------------------------------------------------------------------ |
| Nummer                                                             | 32                                                                 | 15                                                                 | 7                                                                  | 5                                                                  | 4                                                                  | 3                                                                  | 3                                                                  | 3                                                                  | 1                                                                  | 1                                                                  | 1                                                                  | 1                                                                  | 2                                                                  | 2                                                                  | 2                                                                  | 2                                                                  | 2                                                                  | 2                                                                  | 7                                                                  | 8                                                                  | 8                                                                  | 9                                                                  | 11                                                                 | 25                                                                 | 37                                                                 | uit                                                                |

#### NPO Radio 2 Top 2000
| Nummer met noteringen in de NPO Radio 2 Top 2000 | '09 | '10  | '11  | '12  | '13  |
| ------------------------------------------------ | --- | ---- | ---- | ---- | ---- |
| Ayo Technology                                   | 955 | 1412 | 1507 | 1345 | 1781 |

1. ↑  Een vetgedrukt getal geeft de hoogste notering aan.
2. ↑  2009 was het eerste jaar met een notering voor dit nummer.
3. ↑  Deze tabel is bijgewerkt tot en met de laatste editie (2024).